# Каржа, Этьенн
Этье́нн Каржа́ (фр. Étienne Carjat, 28 марта 1828, Фарен, департамент Эн — 9 марта 1906, Париж) — французский художник-карикатурист, фотограф, писатель и журналист.

## Биография
Сын консьержки. Учился фотографии у Пьера Пети. В 1861 открыл собственную мастерскую на улице Лафит в Париже. Дружил с Курбе и Бодлером, оставил фотопортрет последнего (а также портретные фото Виктора Гюго, Дюма, Россини, Верди). Публиковал карикатуры в газете Диоген, соиздателем которой был. Был близок с Верленом и Рембо, входил вместе с ними в группу Vilains Bonhommes (скверные мальчишки), объединявшую также Теодора де Банвиля, Анри Фантен-Латура и др. Во время ссоры 1872 был ранен Рембо, после чего уничтожил клише его фотографий, сохранились лишь восемь снимков.
Поддержал Коммуну, публиковался в революционной прессе. С 1875 выпускал журнал Бульвар. Опубликовал несколько сатирических и биографических книг. Оставил богатую коллекцию карикатур и фотографий.

## Книги
- Croquis biographiques (1858)
- Les Mouches vertes, satire (1868)
- Peuple, prends garde à toi ! Satire électorale (1875)
- Artiste et citoyen, poésies (1883, стихотворения, предисловие Виктора Гюго)